# Bertha (Vorname)
Bertha, andere Schreibweise Berta, ist ein weiblicher Vorname.

## Herkunft und Bedeutung
Der Name geht zurück auf ahd. beraht, das so viel  wie „glänzend, strahlend“ bedeutet und als Bestandteil noch in weiteren deutschen Namen (wie Albert oder Berthold) vorkommt.

## Verbreitung
Der Name Bertha war im letzten Jahrzehnt des 19. Jahrhunderts einige Male unter den zehn häufigsten Mädchennamen in Deutschland. Dann ging seine Beliebtheit immer mehr zurück. Seit den 1930er Jahren werden kaum noch Mädchen Bertha genannt.

## Namenstag
Namenstage sind der 28. November, der 4. Juli und der 6. August (nach der Heiligen Berta).

## Varianten
- Berta (deutsch, italienisch, tschechisch, ungarisch, spanisch, polnisch, slowenisch)
- Berhta (althochdeutsch)
- Berthe, Bertille (französisch)[4]

## Bekannte Namensträgerinnen
- die mythischen Gestalt der Bertha – siehe Perchta

### Mittelalter
- Bertha von Kent (539–um 612), Königin von Kent als Ehefrau des Königs Ethelbert von Kent
- Berta von Bingen (7./8. Jh.), Heilige
- Bertha mit dem großen Fuß – siehe Bertrada die Jüngere (um 725–783), Mutter Karls des Großen
- Bertha (Tochter Karls des Großen) (775–828), karolingische Adlige
- Bertha (Fraumünster) (839–877), Äbtissin des Klosters Fraumünster
- Berta von Alamannien (um 907–966), Königin von Burgund und der Lombardei
- Bertha von Burgund (um 967–1016), Königin von Frankreich als Ehefrau von Robert II.
- Bertha I. († nach 1024), Äbtissin des Klosters Kitzingen, wohl letzte Reichsäbtissin
- Bertha von Turin (1051–1087), deutsche Kaiserin als Ehefrau von Heinrich IV.
- Bertha von Holland (um 1055–1094), Königin von Frankreich als Ehefrau von Philipp I.
- Bertha (Ehefrau Hermanns III. von Baden) (um 1116–um 1150), Markgräfin von Baden
- Bertha von Sulzbach († 1160), Tochter des Sulzbacher Grafen Berengar I. († 1125) und der Adelheid von Wolfratshausen, Kaiserin von Byzanz (Irene)
- Bertha von Schwaben, († 1194/95) Tochter des Herzogs Friedrich II. (Schwaben), Herzogin von Lothringen als Ehefrau des Herzogs Matthäus I. (Lothringen)
- Berta von Arnsberg († 1292), Fürstäbtissin des Frauenstiftes Essen

### Variante Bertha
- Bertha von Arnswaldt (1850–1919), Berliner Salonière
- Bertha Augusti (1827–1886), deutsche Schriftstellerin
- Bertha Benz (1849–1944), Pionierin des Automobils
- Bertha Bracey (1893–1989), englische Lehrerin, Quäkerin, Organisatorin britischer Flüchtlingshilfeaktionen während der Nazi-Zeit
- Bertha Clément (1852–1930), deutsche Schriftstellerin
- Bertha Diener (1874–1948), österreichische Schriftstellerin und Reisejournalistin
- Bertha Ehnn (1847–1932), österreichische Opernsängerin in den Stimmlagen Mezzosopran und Sopran
- Bertha Froriep (1833–1920), deutsche Porträt- und Genremalerin
- Bertha Gumprich (1832–1901), deutsch-jüdische Köchin und Kochbuchautorin
- Bertha Hardegger (1903–1979), Schweizer Missionsärztin
- Bertha Henderson, US-amerikanische Bluessängerin
- Bertha Hill (1905–1950), US-amerikanische Blues-, Jazz- und Vaudeville-Sängerin und -Tänzerin
- Bertha Van Hoosen (1863–1952), amerikanische Chirurgin und Hochschullehrerin
- Bertha Krupp von Bohlen und Halbach (1886–1957), Mitglied der Industriellenfamilie Krupp
- Bertha von Kuenburg-Stolberg (1845–1924), deutsch-österreichische Schriftstellerin
- Bertha Lutz (1894–1976), brasilianische Herpetologin und Frauenrechtsaktivistin
- Bertha Mohr (1851–1906), österreichisch-deutsche Lehrerin, Schauspielerin und Schriftstellerin
- Bertha Neumann (1893–1944), deutsche Staatswissenschaftlerin, Holocaust-Opfer
- Bertha Honoré Palmer (1849–1918), amerikanische Unternehmerin, Philanthropin und Mäzenin
- Bertha Pappenheim (1859–1936), österreichisch-deutsche Frauenrechtlerin
- Bertha Ronge (1818–1863), deutsche Frauenrechtlerin und Erzieherin
- Bertha von Suttner (1843–1914), österreichische Friedensaktivistin und Friedensnobelpreisträgerin
- Bertha Swirles (1903–1999), britische Mathematikerin, Physikerin und Hochschullehrerin
- Bertha Thalheimer (1883–1959), deutsche kommunistische Politikerin
- Bertha Unzelmann (1822–1858), deutsche Schauspielerin
- Bertha Wegmann (1847–1926), aus der Schweiz stammende dänische Malerin
- Bertha Züricher (1869–1949), Schweizer Malerin, Holzschnitzerin und Schriftstellerin

### Variante Berta
- Berta Ambrož (1944–2003), jugoslawische Sängerin
- Berta Bobath (1907–1991), deutsche Physiotherapeutin
- Berta Cáceres (1973–2016), honduranische Menschenrechts- und Umweltaktivistin
- Berta Drews (1901–1987), deutsche Schauspielerin
- Berta Fanta (1865–1918), österreichische Vorkämpferin  der Frauenbewegung
- Berta Geissmar (1892–1949), deutsch-britische Musikwissenschaftlerin und Autorin
- Berta Hummel (1909–1946), deutsche Franziskanerin, Zeichnerin und Malerin, siehe Maria Innocentia Hummel
- Berta Jourdan (1892–1981), deutsche Politikerin, Frauenrechtlerin und Pädagogin
- Berta Kals (1923–2016), deutsche Künstlerin
- Berta Karlik (1904–1990), österreichische Physikerin
- Berta Lask (1878–1967), polnisch-deutsche Dichterin, Theaterautorin und Journalistin
- Berta Morena (* 1877 oder 1878; ✝ 1952), deutsche Kammersängerin und Hofopernsängerin (Sopran)
- Berta Ottenstein (1891–1956), deutsch-US-amerikanische Dermatologin
- Berta Pīpiņa (1883–1942), lettische Journalistin, Schriftstellerin und Politikerin
- Berta Rahm (1910–1998), Schweizer Architektin, Verlegerin und Frauenrechtlerin
- Berta Segall (1902–1976), deutsche Kunsthistorikerin und Archäologin
- Berta Thiersch (1888–1984), deutsche Autorin
- Berta Volmer (1908–2000), deutsche Geigerin und Musikpädagogin
- Berta Waterstradt (1907–1990), deutsche Hörspiel- und Drehbuchautorin
- Berta Zuckerkandl-Szeps (1864–1945), österreichische Schriftstellerin und Salonnière

### Variante Berthe
- Berthe Art (1857–1934), belgische Malerin
- Berthe Edersheim (1901–1993), niederländische Malerin
- Berthe Lassieur (1882–1919), schweizerische Künstlerin und Kunstkritikerin
- Berthe Morisot (1841–1895), französische Malerin
- Berthe Rakotosamimanana (1938–2005), madagassische Paläontologin, Primatologin und Hochschullehrerin
- Berthe Ruchet (1855–1932), Schweizer Kunsthandwerkerin und Leiterin eins Stickateliers
- Berthe Weill (1865–1951), französische Kunsthändlerin und Galeristin
- Berthe Widmer (1924–2012), Schweizer Historikerin